# 娄浩
娄浩（？—？），山阴人，是一名清朝政治人物。
娄浩曾于咸丰五年(1855年)接替周揆源任邵武府知府一职，咸丰九年(1859年)由赵人同接任。